# Фонтанелла (Австрія)
Фонтанелла (нім. Fontanella) — містечко й громада округу Блуденц в землі Форарльберг, Австрія.
Фонтанелла лежить на висоті 1145 м над рівнем моря і займає площу 31,23 км². Громада налічує 433 мешканців. 
Густота населення 14/км².  
Округ Блуденц лежить на півдні Форальбергу і межує зі Швейцарією. Місцеве населення, як і мешканці всього Форальбергу, розмовляє алеманським діалектом німецької мови, а тому ближче до швейцарців, ніж до населення більшої частини Австрії, яке розмовляє баварсько-австрійським діалектом. Округ, основною індустрією якого є туризм, має розвинуту мережу сполучення, численні гірськолижні траси й спортивні курорти з готелями та іншою інфраструктурою.    
|                                     |
| Фонтанелла на мапі округу та землі. |

Адреса управління громади: Kirchberg 25, 6733 Fontanella. 

## Демографія
Історична динаміка населення міста за даними сайту Statistik Austria